# 민코프스키 거리

체스판에 있는 3-4-5 삼각형의 빗변에 대한 체비쇼프, 유클리드 및 택시캡 거리 비교

민코프스키 거리(Minkowski distance) 또는 민코프스키 메트릭(Minkowski metric)은 유클리드 거리와 맨해튼 거리의 일반화로 간주될 수 있는 노름 벡터 공간의 메트릭이다. 독일의 수학자 헤르만 민코프스키의 이름을 따서 명명되었다.

## 같이 보기
- 멱평균
- 르베그 공간
- 노름